# Ostrovy Riau
Ostrovy Riau (indonésky Kepulauan Riau) jsou jednou z provincií Indonésie. Území této provincie je tvořeno více než 3000 ostrovy v oblasti mezi Malajským poloostrovem a ostrovy Borneo a Sumatra. Vznikla v červenci 2004 oddělením od provincie Riau, která se rozkládá převážně na ostrově Sumatra.
Na ploše téměř 22 000 km² žije okolo 1 400 000 lidí, přičemž asi 70 % je mladší 30 let. Hlavním městem je Tanjung Pinang (též Tanjungpinang) na největším ostrově provincie Bintan, který leží poblíž špičky Malajského poloostrova. Většina obyvatel provincie (v roce 2009 téměř milion) žije na sousedním ostrově Batam, který má rozlohu 715 km² a ještě v roce 1970 zde žilo jen několik tisíc lidí. Z ostrova ležícího 20 km od Singapuru se stalo rychle se rozvíjející průmyslové a turistické centrum.
Oblast má významná ložiska zemního plynu

## Ostrovy

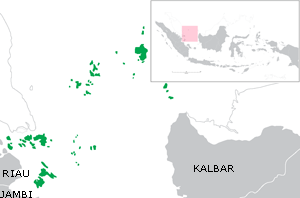
Mapa provincie (ostrovy patřící k provincii jsou vyznačeny zeleně)

Nejvýraznější ostrovní skupiny jsou Riauské ostrovy, Lingga, Anambas a Natuna. Souostroví Riau leží jižně od Malajského poloostrova, zahrnuje mimo jiné již zmíněné ostrovy Bintan a Batam a je hospodářským centrem provincie. Ostrovy Lingga leží jižně od skupiny Riau. Souostroví Anambas a Natuna leží dále v Jihočínském moři, tvoří severní až severovýchodní část provincie. Z drobnějších skupin ostrovů lze jmenovat například souostroví Tambelan poblíž Bornea.